# Mateuți
Mateuți es un pueblo y comuna perteneciente al distrito de Rezina, Moldavia.

## Superficie
Cuenta con una superficie de 25,20 kilómetros cuadrados.

## Demografía
Hasta 2023 la población era de 1535 habitantes, con una densidad de población de 60,91 habitantes por kilómetro cuadrado.
| Gráfica de evolución demográfica de Mateuți entre 2018 y 2023      |
|                                                                    |
| Datos según Population statistics of Eastern Europe & former USSR. |